# Liste der Einträge im National Register of Historic Places im Massac County

Lage des Massac County in Illinois

Die Liste der Einträge im National Register of Historic Places im Massac County in Illinois führt die Bauwerke und historischen Stätten im Massac County auf, die in das National Register of Historic Places aufgenommen wurden.

## Aktuelle Einträge
| [ 2 ] | Name                   | Bild                   | Eintragsdatum        | Lage                                                                         | Ort        | Beschreibung |
| ----- | ---------------------- | ---------------------- | -------------------- | ---------------------------------------------------------------------------- | ---------- | ------------ |
| 1     | Elijah P. Curtis House | Elijah P. Curtis House | 1978 ID-Nr. 78001172 | 405 Market Street 37° 9′ 5″ N, 88° 44′ 2″ W                                  | Metropolis |              |
| 2     | Fort Massac            | Fort Massac            | 1971 ID-Nr. 71000293 | Südöstlich von Metropolis am Ufer des Ohio River 37° 8′ 47″ N, 88° 42′ 32″ W | Metropolis |              |
| 3     | Kincaid Site           | Kincaid Site           | 1966 ID-Nr. 66000326 | Adresse nicht veröffentlicht                                                 | Brookport  |              |

## Frühere Einträge
| [ 2 ] | Name                      | Bild | Eintragsdatum        | Lage                                                    | Ort        | Beschreibung                     |
| ----- | ------------------------- | ---- | -------------------- | ------------------------------------------------------- | ---------- | -------------------------------- |
| 1     | R.W. McCartney Music Hall |      | 1986 ID-Nr. 86001490 | 116 - 120 East 4th Street 37° 8′ 38″ N, 88° 28′ 33,6″ W | Metropolis | 1995 aus dem Register gestrichen |